# توماس آلبانیز
توماس آلبانیز (انگلیسی: Thomas Albanese؛ زادهٔ ۱۵ آوریل ۱۹۸۸) بازیکن فوتبال اهل ایتالیا است.
از باشگاه‌هایی که در آن بازی کرده‌است می‌توان به باشگاه فوتبال آنکونا و باشگاه فوتبال روبور سیه‌نا اشاره کرد.
وی همچنین در تیم‌های ملی فوتبال زیر ۱۹ سال ایتالیا، زیر ۲۰ سال ایتالیا، و Italy under-20 Lega Pro representative team بازی کرده‌است.